# りき伝説
『りき伝説』（りきでんせつ）は、2012年12月12日にアークシステムワークスよりニンテンドーeショップで配信開始されたニンテンドー3DSダウンロードソフト。

## 概要
『くにおくんシリーズ』の人気キャラクターで、同シリーズの準主人公りきが主役の、シリーズ初のスピンオフ作品。本作はくにおとりきが知り合う第1作より前を描いた作品であり、プレイヤーはりきを操作してゲームを進める。
『熱血硬派くにおくん すぺしゃる』とは異なり、ミニゲームなどが無くなった一方、アイテム換金所が増えた。
なお、新しく登場するキャラクターの中には、このゲームに携わったスタッフを含む実在の人物がモデルとなっている者もいる。

## あらすじ
花園高校のサッカー部員として練習をしていたりき。ところが、県大会の敵チームの応援団が部員たちを殴る、蹴るなどして部員たちを出場不可にするほどの怪我を負わせた。怒ったりきは応援団を倒したがそこに警察がやってきて、りきは署に連行されてしまった。翌日、校長室に呼び出されたりきは、校長に半年の停学を宣告された上、サッカー部も除名されてしまった。
この事件を切っ掛けに、不良への道を突き進んでいくりき。花園高校の頂点に立とうとするりきの前に数々の強敵が現れるが、りきは必殺の「まっはぱんち」で敵を蹴散らしていくのであった。